# Bahnstrecke Auxerre-Saint-Gervais–Gien
| Bahnhof Toucy-Moulins, Juni 2017 |                      |                                                              |                                                              |
| Streckennummer (SNCF): | 751 000              |                                                              |                                                              |
| Kursbuchstrecke (SNCF): | 123 (P.O.)/(SNCF)    |                                                              |                                                              |
| Streckenlänge: | 91 km                |                                                              |                                                              |
| Spurweite: | 1435 mm (Normalspur) |                                                              |                                                              |
| Maximale Neigung: | 15 ‰                 |                                                              |                                                              |
| |                      |                                                              |                                                              |
| \| \| \| Bahnstrecke Laroche-Migennes–Cosne von Laroche \| \| \| \| 0,000 \| Auxerre-Saint-Gervais \| 102 m \| \| \| \| Bahnstrecke Laroche-Migennes–Cosne nach Clamecy \| \| \| \| 0,400 \| Yonne (97 m) \| Yonne (97 m) \| \| \| ~2,500 \| N 151 \| N 151 \| \| \| 2,700 \| Auxerre-Saint-Amatre \| 121 m \| \| \| ~4,000 \| D 965 (ehem. N 65) \| D 965 (ehem. N 65) \| \| \| ~5,100 \| D 965 \| D 965 \| \| \| 9,200 \| Chevannes-Villefargeau \| 143 m \| \| \| 13,000 \| Escamps \| 146 m \| \| \| 16,800 \| Diges-Pourrain \| 184 m \| \| \| 21,800 \| Leugny \| 243 m \| \| \| 25,800 \| Sauilly \| 230 m \| \| \| ~27,700 \| D 950 (ehem. N 450) \| D 950 (ehem. N 450) \| \| \| \| Bahnstrecke Triguères–Surgy von Triguères \| \| \| \| 29,700 \| Toucy-Moulins \| 206 m \| \| \| 35,400 \| Fontenoy \| 260 m \| \| \| \| Bahnstrecke Triguères–Surgy nach Surgy \| \| \| \| 41,500 \| Saints \| 231 m \| \| \| \| S.E. nach Cosne-sur-Loire \| \| \| \| 43,000 \| Saint-Sauveur-en-Puisaye \| 261 m \| \| \| 54,600 \| Saint-Fargeau \| 194 m \| \| \| ~54,600 \| D 965 \| D 965 \| \| \| 62,100 \| Saint-Privé \| 170 m \| \| \| 67,000 \| Bléneau \| 171 m \| \| \| 70,300 \| Breteau \| 180 m \| \| \| 74,100 \| Canal de Briare (zerstört; 26 m) \| Canal de Briare (zerstört; 26 m) \| \| \| 77,900 \| Ouzouer-sur-Trézée \| 171 m \| \| \| 78,900 \| Canal de Briare \| Canal de Briare \| \| \| ~83,000 \| D 2007 (ehem. N 7) \| D 2007 (ehem. N 7) \| \| \| 83,300 \| A 77 \| A 77 \| \| \| \| Arrabloy (Werkbahn SCA Tissue France) \| \| \| \| \| Bahnstrecke Moret-Veneux-les-Sablons–Lyon-Perrache v. Nevers \| \| \| \| \| Bahnstrecke Gien–Argent von Argent \| \| \| \| 00 \| Gien \| 162 m \| \| \| \| Bahnstrecke Moret-Veneux-les-Sablons–Lyon-Perrache n. Paris \| \| \| \| \| Bahnstrecke Orléans–Gien nach Orléans \| \| |                      |                                                              |                                                              |
| Strecke |                      | Bahnstrecke Laroche-Migennes–Cosne von Laroche               | Bahnstrecke Laroche-Migennes–Cosne von Laroche               |
| Bahnhof | 0,000                | Auxerre-Saint-Gervais                                        | 102 m                                                        |
| Abzweig ehemals geradeaus und nach links |                      | Bahnstrecke Laroche-Migennes–Cosne nach Clamecy              | Bahnstrecke Laroche-Migennes–Cosne nach Clamecy              |
| Brücke über Wasserlauf (Strecke außer Betrieb) | 0,400                | Yonne (97 m)                                                 | Yonne (97 m)                                                 |
| Brücke (Strecke außer Betrieb) | ~2,500               | N 151                                                        | N 151                                                        |
| Bahnhof (Strecke außer Betrieb) | 2,700                | Auxerre-Saint-Amatre                                         | 121 m                                                        |
| Brücke (Strecke außer Betrieb) | ~4,000               | D 965 (ehem. N 65)                                           | D 965 (ehem. N 65)                                           |
| Bahnübergang (Strecke außer Betrieb) | ~5,100               | D 965                                                        | D 965                                                        |
| Bahnhof (Strecke außer Betrieb) | 9,200                | Chevannes-Villefargeau                                       | 143 m                                                        |
| Bahnhof (Strecke außer Betrieb) | 13,000               | Escamps                                                      | 146 m                                                        |
| Bahnhof (Strecke außer Betrieb) | 16,800               | Diges-Pourrain                                               | 184 m                                                        |
| Haltepunkt / Haltestelle (Strecke außer Betrieb) | 21,800               | Leugny                                                       | 243 m                                                        |
| Bahnhof (Strecke außer Betrieb) | 25,800               | Sauilly                                                      | 230 m                                                        |
| Bahnübergang (Strecke außer Betrieb) | ~27,700              | D 950 (ehem. N 450)                                          | D 950 (ehem. N 450)                                          |
| Abzweig geradeaus und von rechts (Strecke außer Betrieb) |                      | Bahnstrecke Triguères–Surgy von Triguères                    | Bahnstrecke Triguères–Surgy von Triguères                    |
| ehemaliger Kopfbahnhof Strecke bis hier außer Betrieb | 29,700               | Toucy-Moulins                                                | 206 m                                                        |
| ehemaliger Bahnhof | 35,400               | Fontenoy                                                     | 260 m                                                        |
| Abzweig geradeaus und ehemals nach links |                      | Bahnstrecke Triguères–Surgy nach Surgy                       | Bahnstrecke Triguères–Surgy nach Surgy                       |
| ehemaliger Haltepunkt / Haltestelle | 41,500               | Saints                                                       | 231 m                                                        |
| Strecke · U-Bahn-Strecke von links (außer Betrieb) |                      | S.E. nach Cosne-sur-Loire                                    | S.E. nach Cosne-sur-Loire                                    |
| ehemaliger Bahnhof · U-Bahn-Kopfbahnhof Streckenende | 43,000               | Saint-Sauveur-en-Puisaye                                     | 261 m                                                        |
| ehemaliger Kopfbahnhof Strecke ab hier außer Betrieb | 54,600               | Saint-Fargeau                                                | 194 m                                                        |
| Bahnübergang (Strecke außer Betrieb) | ~54,600              | D 965                                                        | D 965                                                        |
| Bahnhof (Strecke außer Betrieb) | 62,100               | Saint-Privé                                                  | 170 m                                                        |
| Bahnhof (Strecke außer Betrieb) | 67,000               | Bléneau                                                      | 171 m                                                        |
| Bahnhof (Strecke außer Betrieb) | 70,300               | Breteau                                                      | 180 m                                                        |
| Brücke über Wasserlauf (Strecke außer Betrieb) | 74,100               | Canal de Briare (zerstört; 26 m)                             | Canal de Briare (zerstört; 26 m)                             |
| Bahnhof (Strecke außer Betrieb) | 77,900               | Ouzouer-sur-Trézée                                           | 171 m                                                        |
| Brücke über Wasserlauf (Strecke außer Betrieb) | 78,900               | Canal de Briare                                              | Canal de Briare                                              |
| Bahnübergang (Strecke außer Betrieb) | ~83,000              | D 2007 (ehem. N 7)                                           | D 2007 (ehem. N 7)                                           |
| Strecke mit Straßenbrücke (Strecke außer Betrieb) | 83,300               | A 77                                                         | A 77                                                         |
| Betriebs-/Güterbahnhof Strecke bis hier außer Betrieb |                      | Arrabloy (Werkbahn SCA Tissue France)                        | Arrabloy (Werkbahn SCA Tissue France)                        |
| Abzweig geradeaus und von links |                      | Bahnstrecke Moret-Veneux-les-Sablons–Lyon-Perrache v. Nevers | Bahnstrecke Moret-Veneux-les-Sablons–Lyon-Perrache v. Nevers |
| Abzweig geradeaus und von links |                      | Bahnstrecke Gien–Argent von Argent                           | Bahnstrecke Gien–Argent von Argent                           |
| ehemaliger Bahnhof | 00                   | Gien                                                         | 162 m                                                        |
| Abzweig geradeaus und nach rechts |                      | Bahnstrecke Moret-Veneux-les-Sablons–Lyon-Perrache n. Paris  | Bahnstrecke Moret-Veneux-les-Sablons–Lyon-Perrache n. Paris  |
| Strecke |                      | Bahnstrecke Orléans–Gien nach Orléans                        | Bahnstrecke Orléans–Gien nach Orléans                        |

Die Bahnstrecke Auxerre-Saint-Gervais–Gien ist eine eingleisige, nicht-elektrifizierte, 91 km lange Eisenbahnstrecke in Zentral-Frankreich. Sie verläuft mehr oder weniger in Ost-West-Richtung und kreuzt nach knapp 30 km die Bahnstrecke Triguères–Surgy, mit der sie für ca. sechs Kilometer verbunden ist. Heute findet kein Planverkehr mehr statt, aber zwischen Toucy (Yonne) und Saint-Fargeau finden im Sommer auf knapp 25 km touristische Gelegenheitsfahrten mit historischen Fahrzeugen statt.

## Geschichte
Die Vorplanungen zu dieser Strecke reichen recht weit zurück: Bereits 1863 gab es Studien für den Bau einer Trasse, die Orléans im Westen mit der Bahnstrecke Paris–Strasbourg verbinden und über Gien und Auxerre führen sollte. Schon in diesem Jahr erkannte man öffentliches Interesse. Erst elf Jahre später, am 31. Juli 1879 wurde per Gesetz die Arbeit an dieser Strecke angeordnet und schließlich am 26. Mai 1883 ratifiziert. Die Konzession wurde Compagnie des chemins de fer de Paris à Lyon et à la Méditerranée (PLM) überantwortet, die zur gleichen Zeit auch die oben genannte Bahnstrecke Triguères–Surgy projektierte. In dieser Konzessionsvereinbarung war geregelt, dass die Kosten für den Bau vom Staat getragen werden sollten, da ein großes öffentliches Interesse an dieser Streckenführung bestand.

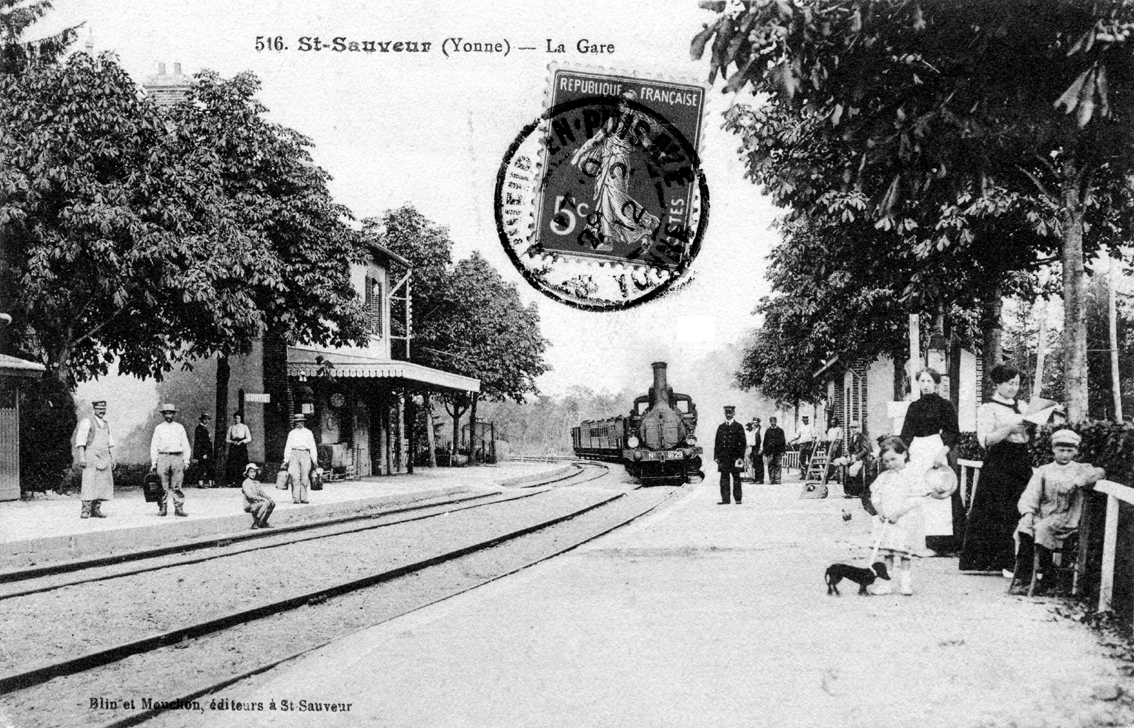
Historische Ansicht des Bahnhofs Saint-Sauveur-en-Puisaye

Die Eröffnung des westlichen Abschnitts zwischen Gien und Toucy-Moulin fand bereits am 17. April 1884 statt, eineinhalb Jahre später, am 28. Dezember 1885 folgte der Restabschnitt, sodass somit die gesamte Strecke befahrbar war. Von Anfang an wurde ein besonderes Augenmerk auf die Personenbeförderung gelegt. Doch die vier Zugpaare täglich benötigten für die 91 km fast vier Stunden und waren fast regelmäßig unpünktlich, was die Beliebtheit bei den Fahrgästen schmälerte.
Nach dem Ersten Weltkrieg verlagerten sich die Verkehrsströme zunehmend auf das Auto. Die Bahnverwaltung der PLM investierte in den Streckenunterhalt und setzte neue Lokomotiven ein, die bei einer Durchschnittsgeschwindigkeit von 35 km/h die Fahrzeit auf gut zweieinhalb Stunden verkürzten. Nach einem Jahr des Betriebs unter der neu gegründeten Staatsbahn SNCF wurde der Personenverkehr zum 2. Oktober 1938 eingestellt. Zuvor waren noch drei Zugpaare im Mischverkehr mit Personen- und Güterwagen eingesetzt gewesen. Der öffentliche Personenverkehr wurde nun über die Straße durch die Gesellschaft Rapides de Bourgogne sichergestellt. 1940 wurden für einige Monate wieder Personenzüge eingesetzt, doch der Kohlenmangel während des Krieges in Kombination mit zu geringen Fahrgastzahlen führte zur erneuten Einstellung des Verkehrs 1941.
Nach dem Zweiten Weltkrieg wurde der Verkehr wieder teilweise aufgenommen, aber 1952 endgültig beendet. Zwischen Auxerre-Saint-Amatre und Sauilly (Bahnkilometer 25,5) sowie zwischen Saint-Fargeau und Ouzouer-sur-Trézée (Bahnkilometer (54,7 bis 77,3) wurde die Strecke per Dekret am 12. November 1954 entwidmet. Die Gleise wurden entfernt und die Hochbauten verkauft.